# Associação Comercial de São Paulo
A Associação Comercial de São Paulo ou ACSP é uma entidade paulistana de classe fundada em 7 de dezembro de 1894 por Antônio Proost Rodovalho. Os sócios da entidade são empresários representantes de diversos setores da economia da cidade que podem utilizar os serviços fornecidos pela entidade e também utilizar a influência política para defender seus interesses.

## Atuação
A entidade atua em diversos temas pertinentes aos seus sócios, seja através de comissões próprias ou de alianças com outras entidades. Entre os focos de atuação comercial estão o fomento ao comércio eletrônico através de um fórum na Internet que apoia e orienta pequenos comerciantes que desejam atuar nesta área, além do São Paulo Chamber of Commerce que atua no fomento a exportações para outros países.
No campo político a entidade atua defendendo reformas que estejam consoantes com seus objetivos, participando em movimentos direcionados ao público em geral como o Impostômetro localizado na fachada da entidade e também se movimentando contra leis que contrariem os comerciantes como a controversa Lei Cidade Limpa contra a qual perdeu uma ação.

## Serviços
A entidade oferece serviços aos seus associados e também para a população em geral através de distritais espalhadas por bairros paulistanos. Um dos serviços oferecidos pela entidade é o de certificação digital em conjunto com outras empresas que já atuam neste mercado. É responsável pelo jornal online Diário do Comércio (que foi impresso de 1924 a 2014) e atende serviços da Junta Comercial.

## História
A Associação Comercial de São Paulo foi fundada em 7 de dezembro de 1894 por um grupo de empresários paulistas liderados por Proost Rodovalho com a denominação de Associação Comercial e Agrícola de São Paulo.
Nos últimos anos do século XIX o Brasil sofria profundas mudanças: a Proclamação da República (1889); a expansão da lavoura cafeeira e da indústria; o aumento das exportações; o surgimento de bancos e lojas comerciais; a ampliação das obras públicas, entre outras. Todas estas questões, aliado aos problemas políticos, como o arrocho governamental da união entre 1889 a 1892 resultando na falência de inúmeras empresas, forçou a um grupo de empresários (na ata da fundação consta 300 associados) a criar um instituição não-governamental para mediar e intervir em questões que envolvessem o empresariado paulista e também na cooperação entre empresas e na responsabilidade social. Todos estes detalhes foram lavrados em uma ata na reunião que criou a ACSP e elegeu Proost seu primeiro presidente. Esta reunião ocorreu na Rua da Quitanda, nº 18.
Em 1898, em meio a mais uma crise na economia brasileira, a sede da associação foi transferida para um prédio na Rua do Comércio (com a finalidade de aumentar a receita ao alugar o andar térreo para terceiro) e ao completar dez anos de fundação a ACSP transferiu sua sede do prédio da Rua do Comércio para instalações mais modernas, na Rua 15 de Novembro.
No ano de 1955, o fundador das "Casas Minerva Roupas Ltda." solicitou à Associação Comercial de São Paulo que esta se responsabilizasse pela centralização dos dados do comércio. Em 14 de julho, deste mesmo ano a ACSP, em acordo com os lojistas criou o primeiro serviço de proteção ao crédito.
Em 2010, a ACSP transformou o SCPC em uma empresa autônoma, no modelo de sociedade anônima em parceria com outros investidores, nascendo assim, a Boa Vista Serviços
Atualmente, a ACSP está com sua sede no centro da capital paulista no n° 51 da Rua Boa Vista, mantendo distritais em vários municípios do estado e cooperando com as demais associações comerciais através da Federação das Associações Comerciais do Estado de São Paulo (FACESP), entidade fundada em 16 de setembro de 1963 por Paulo de Almeida Barbosa, ex-presidente da ACSP.

### Presidentes
Esta é uma lista dos presidentes da ACSP desde sua fundação:
- Antônio Proost Rodovalho - 1894;
- Eduardo da Silva Prates - 1896;
- Luis de Oliveira Lins de Vasconcellos - 1898;
- Francisco Nicolau Baruel - 1901 a 1902; 1918 a 1919;
- Augusto Carlos da Silva Teles - 1906 (renunciou);
- João Zeferino Ferreira Veloso - 1906 (em eleição especial);
- Bento Pires de Campos - 1914 a 1916; 1919;
- Ernesto Dias de Castro - 1917; 1920;
- Horácio Rodrigues - 1921 a 1922;
- José Carlos de Macedo Soares - 1923 a 1925;
- Carlos de Paiva Meira - 1925 (em eleição especial);
- Antônio Carlos de Assunção - 1926; 1928 a 1929;[28]
- Feliciano Lebre de Mello - 1927;
- Adriano Júlio de Barros - 1930 a 1931;
- Gastão Vidigal - 1942 a 1944;
- Paulo Salim Maluf - 1976 a 1979;
- Calim Eid - 1979 a 1982;
- Guilherme Afif Domingos - 1982 a 1987;
- Lincoln da Cunha Pereira - 1991 a 1993; 1993 a 1995
- Alencar Burti - 2007 a 2010;
- Rogério Amato - 2011 a 2014;
- Alencar Burti - 2015 a 2018;
- Alfredo Cotait Neto - 2019 a 2022;
- Roberto Mateus Ordine - 2023 a 2026;[29][30]